# Arne Niemeyer
Arne Niemeyer (* 8. November 1981 in Minden) ist ein deutscher Handballspieler.
Arne Niemeyer spielte ab der Saison 1998/99 bei GWD Minden. In der Saison 2008/09 lief er für den Bundesligisten HSV Hamburg auf. Seit Sommer 2009 stand er beim TuS N-Lübbecke unter Vertrag. Im Juni 2014 einigte man sich auf eine vorzeitige Auflösung des bis 2016 laufenden Vertrages zum Monatsende. Daraufhin unterschrieb er einen Einjahresvertrag bei seinem ehemaligen Verein GWD Minden. Bis Saisonende 2013/14 erzielte Niemeyer in 388 Bundesliga-Spielen 1514 Tore (davon 56 per Siebenmeter). Für die Saison 2015/16 unterschrieb er zunächst einen Vertrag beim Zweitligisten VfL Eintracht Hagen. Dieser wurde aber noch vor Saisonbeginn aufgelöst, um stattdessen weiterhin in der ersten Liga beim TBV Lemgo zu spielen. Nach der Saison 2015/16 beendete er seine Profilaufbahn und schloss sich für ein Jahr dem Verbandsligisten TSV Hahlen an.
Für die Juniorennationalmannschaft bestritt er 19 Länderspiele. Für die Handballnationalmannschaft absolvierte der Sohn des Handballweltmeisters von 1978, Rainer Niemeyer, 13 Spiele, in denen er 17 Tore erzielte.
Niemeyer studiert Pädagogik.

## Erfolge
- Deutscher Meister im Hallenhandball der männlichen A-Jugend (2000)
- 5. Platz Junioren-WM 2001 in der Schweiz
- bester Feldtorschütze der Handball-Bundesliga in der Saison 2003/2004